# Endodontidae
Endodontidae is een familie van weekdieren uit de klasse van de Gastropoda (slakken).

## Geslachten
- Endodonta Albers, 1850
- Libera Garrett, 1881
- Mautodontha Solem, 1976
- Minidonta Solem, 1976
- Thaumatodon Pilsbry, 1893